# Volta a Navarra
A Volta a Navarra é uma competição ciclista por etapas que se disputa na Navarra, em Espanha.
Ao longo da sua história tem tido tanto carácter profissional como amador. Desde a criação dos Circuitos Continentais da UCI em 2005 e até 2008 pertenceu à categoria UCI 2.2. (mantendo-se, ao igual que antes de dita data, na última categoria do profissionalismo) podendo correr equipas aficionadas e Continentais. Em 2009 voltou a ser uma corrida de carácter nacional de categoria amador.
Actualmente disputa-se sobre cinco etapas e celebra-se no final do mês de maio (seis etapas até 2008). A última etapa tem final em Pamplona.
Disputa-se desde 1941 e Julián Berrendero foi o primeiro vencedor. O ciclista que mais vezes tem ganhado a prova é o espanhol Mariano Díaz Díaz, com três consecutivas.

## Palmarés
| Ano                     | Vencedor                    | Segundo                    | Terceiro                    |
| ----------------------- | --------------------------- | -------------------------- | --------------------------- |
| 1941                    | Julián Berrendero           | José Jabardo               | Delio Rodríguez             |
| 1942-1954 Não disputada |                             |                            |                             |
| 1955                    | Antonio Jiménez Quiles      | Emilio Hernán Díaz Herrera | Jesús Madrazo               |
| 1956-1961 Não disputada |                             |                            |                             |
| 1962                    | Antonio Blanco Martínez     | José Suria                 | José Manuel Lasa            |
| 1963                    | Mariano Díaz                | Francisco Martí Moreno     | José Manuel Lasa            |
| 1964                    | Mariano Díaz                | Juan García Such           | Juan María Azkue            |
| 1965                    | Mariano Díaz                | Txomin Perurena            | José Luis Uribezubia Velar  |
| 1966                    | Juan Daniel Perera          | Jose Enrique Cifuentes     | Salvador Canet García       |
| 1967                    | José Antonio González       | Miguel María Lasa          | José Alba Montiel           |
| 1968                    | José Suria                  | José Luis Galdamez         | Germán Martín Saez          |
| 1969                    | Lucien Van Impe             | Juan Santiago Zurano Jerez | Ernie De Blaere             |
| 1970                    | Andrés Oliva                | José Pesarrodona           | José Casas García           |
| 1971                    | Jose Luis Viejo             | Fernando Plaza             | Martin Martinez             |
| 1972                    | Carlos Ocaña Crespo         | Jaime Huélamo              | Javier Mínguez              |
| 1973                    | Enrique Martínez Heredia    | Antoni Vallori Mateu       | Juan Pujol                  |
| 1974                    | Santiago Segú Soriano       | Anastasio Greciano         | Rafael Ladrón               |
| 1975                    | Eulalio García Pereda       | Antonio Prieto Lozano      | Miguel Verdera              |
| 1976 Não disputada      |                             |                            |                             |
| 1977                    | Anastasio Greciano          | Miguel Gutiérrez           | Ángel López del Álamo       |
| 1978 Não disputada      |                             |                            |                             |
| 1979                    | Guillermo De La Pena        | Jesús Rodríguez Magro      | Juan-Carlos Alonso          |
| 1980                    | Francis Garmendia           | Luis Vicente Otin          | Mikel Ugartemendia          |
| 1981                    | Iñaki López Arregi          | René Bajan                 | Julián Gorospe              |
| 1982                    | Antônio Silvestre           | Eduardo González Salvador  | Juan Alberto Reig           |
| 1983                    | Oleg Chuzhda                | Peio Ruiz Cabestany        | Andrei Toporichev           |
| 1984                    | Álvaro Fernández Fernández  | Miguel Indurain            | Manuel Guijarro Doménech    |
| 1985                    | Jean-Claude Ronc            | Roque de la Cruz           | Emilio García Pérez         |
| 1986                    | Carlos Muñiz Menéndez       | José Luis Morán            | Jesús Montoya               |
| 1987                    | Gabriel Roberto Sabbiao     | Gregory Dwiar              | Jaime Tomás                 |
| 1988                    | Dimitri Zhdanov             | Scott Sunderland           | Vladislav Bobrik            |
| 1989                    | Francisco Ignacio San Román | Luis Miguel Guerra         | José Luis Díaz Díaz         |
| 1990                    | Roberto Lezaun              | Javier Lazpiur             | Santiago Crespo             |
| 1991                    | Alfredo Irusta Sampedro     | Danny Alaerts              | Ignacio Duque Martínez      |
| 1992                    | Agustín Sagasti Alegría     | Manuel Fernández Ginés     | José Luis Arrieta           |
| 1993                    | Óscar López Uriarte         | Alfonso Roberto Rodríguez  | Miguel Ángel Peña           |
| 1994                    | Santiago Blanco             | Javier Pascual Rodríguez   | Manuel Beltrán Martínez     |
| 1995                    | Sergei Ivanov               | Brett Dennis               | Oleg Timofeev               |
| 1996                    | Chente García Acosta        | Christophe Paulvé          | David Cancela Matellano     |
| 1997                    | Artur Babaitsev             | José Francisco Jarque      | Carlos Sastre               |
| 1998                    | Eduard Gritsun              | Mikel Artetxe              | Bram de Groot               |
| 1999                    | Óscar García Lago           | José Urea                  | Patxi Vila                  |
| 2000                    | Carmelo Maurici             | Dimitri Parfimovitch       | Gustavo Toledo              |
| 2001                    | Julen Fernández             | Egoi Martínez              | Juan Gomis                  |
| 2002                    | Alberto Hierro Seco         | Dionisio Galparsoro        | Iñigo Urretxua              |
| 2003                    | Santiago Segú Pombo         | Balázs Rothmer             | Aketza Peña                 |
| 2004                    | Alexei Bugrov               | Antonio Berasategi         | Jorge Nogaledo              |
| 2005                    | Pavel Brutt                 | Juan Carlos López          | Francisco Gutiérrez Álvarez |
| 2006                    | Jesús Tendero               | Pavel Brutt                | Donato Cannone              |
| 2007                    | Maurizio Biondo             | Luis Roberto Álvarez       | Alexey Shchebelin           |
| 2008                    | Diego Tamayo                | Eriz Ruiz                  | Valeriy Dmitriyev           |
| 2009                    | Francisco Terciado          | César Fonte                | Thomas Lebas                |
| 2010                    | Víctor de la Parte          | Daniel Plaza Aira          | Daniel Díaz                 |
| 2011                    | Antoine Lavieu              | Yelko Gómez                | Adrián Alvarado             |
| 2012                    | Steve Bekaert               | Tim Wellens                | Joseba del Barrio           |
| 2013                    | Antonio Molina              | Higinio Fernández          | Miguel Ángel Benito         |
| 2014                    | Antonio Pedrero             | Jakub Kaczmarek            | Arnau Solé                  |
| 2015                    | Mikel Iturria               | Jorge Arcas                | Fernando Barceló            |
| 2016                    | Richard Carapaz             | Jonathan Cañaveral         | Josu Zabala                 |
| 2017                    | Harm Vanhoucke              | Jaime Castrillo            | Óscar Pelegrí               |
| 2018                    | Francesco Romano            | Antonio Jesús Soto         | Óscar Linares               |
| 2019                    | Jefferson Cepeda            | Kobe Goossens              | Camilo Castro               |
| 2020-21 Não disputada   |                             |                            |                             |
| 2022                    | Andrew Vollmer              | Harrison Wood              | Enekoitz Azparren           |
| 2023                    | Hugo Aznar                  | Simone Carrò               | David Delgado Higueruelo    |
| 2024                    | Alex Díaz Álvarez           | Iker Trigo                 | Nil Gimeno                  |
| 2025                    | Unai Ramos                  | Iker Gómez                 | Alejandro Granados          |

## Palmarés por países
| País                 | Vitórias |
| -------------------- | -------- |
| Espanha              | 40       |
| Rússia (inclui URSS) | 7        |
| França               | 3        |
| Bélgica              | 3        |
| Itália               | 3        |
| Brasil               | 2        |
| Equador              | 2        |
| Colômbia             | 1        |
| Estados Unidos       | 1        |